# Artur Pikk
Artur Pikk (Tartu, 5 de marzo de 1993) es un futbolista estonio. Juega de defensa y es internacional absoluto por la selección de Estonia desde 2014.

## Trayectoria
Comenzó su carrera en el FCI Levadia Tallinn de su país. Formó parte del plantel que ganó el título de liga de 2013 y 2014. Desde 2016 ha formado parte de diversos clubes de ligas europeas.

## Selección nacional
Debutó con la selección de Estonia el 7 de junio de 2014 ante Tayikistán.

## Clubes
| Club                      | País        | Año       |
| ------------------------- | ----------- | --------- |
| FCI Levadia Tallinn       | Estonia     | 2009-2015 |
| HaServ (Cedido)           | Estonia     | 2009-2010 |
| JK Tammeka Tartu (Cedido) | Estonia     | 2011-2012 |
| BATE Borisov              | Bielorrusia | 2016-2017 |
| MFK Ružomberok            | Eslovaquia  | 2017-2018 |
| Miedź Legnica             | Polonia     | 2018-2020 |
| KuPS                      | Finlandia   | 2020      |
| Diósgyőr VTK              | Hungría     | 2021      |
| FK RFS                    | Letonia     | 2021      |
| FCI Levadia               | Estonia     | 2022      |
| Odra Opole                | Polonia     | 2023-2025 |

## Palmarés

### Títulos nacionales
| Título                      | Club                | País        | Año     |
| --------------------------- | ------------------- | ----------- | ------- |
| Meistriliiga                | FCI Levadia Tallinn | Estonia     | 2013    |
| Supercopa de Estonia        | FCI Levadia Tallinn | Estonia     | 2013    |
| Meistriliiga                | FCI Levadia Tallinn | Estonia     | 2014    |
| Copa de Estonia             | FCI Levadia Tallinn | Estonia     | 2013-14 |
| Supercopa de Bielorrusia    | BATE Borísov        | Bielorrusia | 2016    |
| Liga Premier de Bielorrusia | BATE Borísov        | Bielorrusia | 2016    |
| Liga Premier de Bielorrusia | BATE Borísov        | Bielorrusia | 2017    |
| Virslīga                    | FK RFS              | Letonia     | 2021    |
| Copa de Letonia             | FK RFS              | Letonia     | 2021    |
| Supercopa de Estonia        | FCI Levadia Tallinn | Estonia     | 2022    |